# Bibliothèque régionale d'Aoste
La bibliothèque régionale d'Aoste, fondée en 1950, est le pôle bibliothécaire de référence pour la Vallée d'Aoste, autour duquel pivotent toutes les bibliothèques de la région.

## Histoire
De nombreuses petites bibliothèques spécialisées, composées surtout par des manuscrits enluminés, avaient été créées avant la fondation du système valdôtain des bibliothèques, mais en Vallée d'Aoste manquait une bibliothèque pour la population, non spécialisée et qui comprenait plusieurs domaines culturels. Ce défi fut relevé par deux importantes personnalités valdôtaines : le chanoine Félix Orsières et l'ethnographe Jules Brocherel. Le premier souhaita en 1846 l'institution d'une bibliothèque régionale, le second demanda, un siècle plus tard, à la Région autonome Vallée d'Aoste et à la Commune d'Aoste le soutien et les moyens nécessaires pour réaliser ce rêve, en offrant entre autres sa collection personnelle de livres.
Brocherel reprochait aux institutions valdôtaines surtout la présence réduite de textes en langue française, ce qui empêchait une étude approfondie de l'histoire et des traditions locales, jusqu'à cette époque exclusivement francophones. La bibliothèque fut donc restaurée et réordonnée, et, 1937, pour la proclamation de la ville d'Aoste comme chef-lieu de province, elle reçut une copie de toutes les publications présentes sur le territoire.
Après la Seconde Guerre mondiale, les suggestions de Brocherel furent entendues et, par la délibération du 10 mars 1950, les « bibliothèques de la région valdôtaine et de la ville d'Aoste réunies » furent créées, et l'ouverture au public eut lieu le 15 janvier 1951, au siège, 10 rue Xavier de Maistre. Jules Brocherel fut nommé directeur, et plusieurs parties de sa collection de livres fut intégrée dans le patrimoine de la bibliothèque.
Aussi la collection de la Société de la flore valdôtaine fut inscrite dans la bibliothèque. 
Aux alentours de 1980, la bibliothèque Giacosa-Craveri (6 000 volumes environ), concernant la Vallée et le Canavais, fut acquise, en 1986 aussi la bibliothèque Fisanotti et en 1990 la collection de Pierre Falchetti (2 000 volumes environ). 

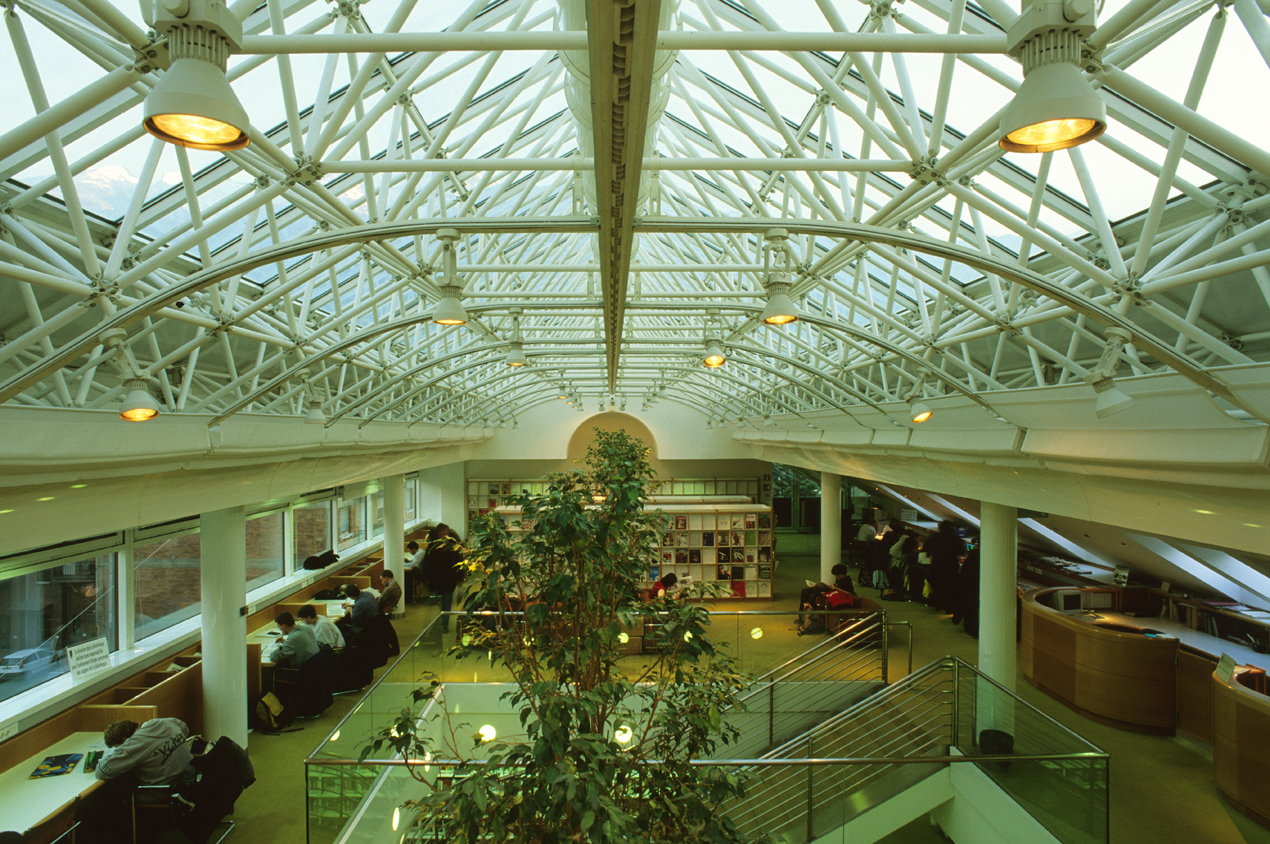
L'hémérothèque.

Le siège de la bibliothèque fut déplacé en septembre 1996 dans le nouveau bâtiment projeté par Jean Debernardi, sur le site archéologique de la Porta Decumana près de la tour du lépreux. Les travaux pour préparer cette structure moderne en verre et en acier, appuyée sur des bâtiments préexistants (la résidence de Jean-Boniface Festaz et l'ancien Hospice de charité), durèrent de 1988 à 1994.
En 2011 la bibliothèque régionale d’Aoste a été intitulée à Bruno Salvadori.

## Le patrimoine
Le patrimoine actuel consiste en 80 000 volumes en rayon en libre service, 600 journaux et magazines, 70 000 volumes en magasin, 30 000 livres pour les enfants (section jeunesse), un atelier pour le jeu et pour les activités d'expression pour enfants, une salle de projection pour enfants.
Le patrimoine est entièrement et équitablement composé par des documents en langues italienne et française.
Le Fonds valdôtain est une importante et vaste collection de matériel concernant la culture locale : d'anciens manuscrits et d'importants ouvrages, aussi bien que des mémoires de thèse des étudiants valdôtains et des documents sur microfilm.